# Mordkammerhof
Der Mordkammerhof ist ein Einödhof, der zur Stadt Rockenhausen im rheinland-pfälzischen Donnersbergkreis gehört.

## Geographische Lage
Der Mordkammerhof befindet sich 1,5 km südlich des Rockenhausener Stadtteils Marienthal, westlich des Donnersberg am Eingang zum Mordkammertal. Der Hof ist lediglich über eine Stichstraße aus Marienthal erreichbar.

## Geschichte
Der Mordkammerhof hat seinen Namen von einer nahen Schlucht, in der im Mittelalter auch Bergbau stattfand. Die Herkunft des ungewöhnlichen Namens ist bis heute nicht geklärt. Da der Name Mordkammer aber schon in einer Urkunde des Klosters Marienthal aus dem Jahr 1539 belegt wird, scheiden volkstümliche Deutungen, die den Namen auf ein vermeintliches Blutbad im Dreißigjährigen Krieg oder im Pfälzischen Erbfolgekrieg stützen wollen, aus.
Der eigentliche Hof entstand in der zweiten Hälfte des 18. Jahrhunderts als Holzfällerhaus.  Heute wird der Hof als Wohnhaus genutzt.
Der Mordkammerhof gehörte bis 1969 zur Ortsgemeinde Dannenfels im Landkreis Kirchheimbolanden, war aber von diesem geographisch durch das Donnersbergmassiv getrennt. Im Zuge einer Grenzkorrektur wurde der Hof der Gemeinde Marienthal zugeschlagen und kam schließlich zur Stadt Rockenhausen.

## Tourismus
Das Haus erfreute sich im 19. Jahrhundert zunehmender Beliebtheit als Gasthaus, da es im Einzugsgebiet von  bedeutenden Fernwanderwegen liegt. Unmittelbar an ihm vorbei führt der Fernwanderweg Donnersberg–Donon, weiter nördlich verläuft der Fernwanderweg Nahegau-Wasgau-Vogesen und weiter östlich der Fernwanderweg Staudernheim–Soultz-sous-Forêts.